# American Journal of Orthopsychiatry
American Journal of Orthopsychiatry – recenzowane czasopismo naukowe publikujące artykuły z dziedziny ortopsychiatrii. Istnieje od 1930 roku, jest oficjalnym czasopismem Amerykańskiego Towarzystwa Ortopsychiatrycznego i jest wydawane przez Amerykańskie Towarzystwo Psychologiczne.
„American Journal of Orthopsychiatry” ma dwóch redaktorów naczelnych: Jill D. McLeigh z University of Colorado School of Medicine i Williama Spauldinga z University of Nebraska-Lincoln.
Do 2013 roku czasopismo było wydawane przez Wiley-Blackwell.
W 2014 roku periodyk był cytowany 2768 razy, a jego impact factor za ten rok wyniósł 1,364, co uplasowało go na 99. miejscu wśród 140 czasopism w kategorii „psychiatria”. Na polskiej liście czasopism punktowanych przez Ministerstwo Nauki i Szkolnictwa Wyższego z 2015 roku „American Journal of Orthopsychiatry” przyznano 30 punktów.
SCImago Journal Rank czasopisma za 2014 rok wyniósł 0,637, co uplasowało je:
- 72. miejscu na 217 czasopism w kategorii „psychologia”,
- 133. miejscu wśród 431 czasopism w kategorii „sztuka i nauki humanistyczne”,
- 137. miejscu na 278 czasopism w kategorii „psychologia rozwojowa i edukacyjna”,
- 173. miejscu wśród 494 czasopism w kategorii „psychiatria i zdrowie psychiczne”.